# 高钌酸四正丙基铵
高钌酸四正丙基铵（缩写TPAP或TPAPR）是一种化合物，化学式为N(C3H7)4RuO4，有时被称作Ley–Griffith试剂，用于有机合成。它是离子化合物，氧化性很强，但是其单电子还原的衍生物是用于将醇转化为醛的温和氧化剂。该氧化剂也可用于将伯醇直接氧化至羧酸。使用较高的催化剂负载量，较大量的助氧化剂，以及两当量的水。在这种情况下，醛与水反应形成偕二醇水合物，然后再次被氧化。
氧化反应产生水，可以通过分子筛去除。TPAP价格昂贵，但它可以以催化量使用。通过加入化学计量比的助氧化剂（如N-甲基吗啉-N-氧化物）或氧气来维持催化循环。

醇至醛的氧化反应，所需TPAP（0.06 eq）、N-甲基吗啉-N-氧化物（1.7 eq）以及二氯甲烷中的分子筛